# Hermione Lee
Dame Hermione Lee (n. 29 februarie 1948, Winchester, Anglia, Regatul Unit) este președinte al Wolfson College, Oxford, și a fost anterior profesoară de literatură engleză la Universitatea din Oxford și la New College. Ea este membră a Academiei Britanice și a Societății Regale de Literatură.

## Educația
Născută în Winchester, Hampshire, Lee a crescut la Londra, unde tatăl ei lucra ca medic generalist. A învățat la Liceul Francez Charles de Gaulle, City of London School for Girls și la Queen's College din Londra. Ea a obținut licența în literatură engleză la St Hilda's College, Oxford, în 1968, și un masterat în filologie la St. Cross College, Oxford, în 1970.

## Cariera academică
Ea a predat la Colegiul William și Mary din Virginia, la Universitatea din Liverpool (unde a primit în 2002 titlul de doctor honoris causa) și  la Universitatea din York din 1977 până în 1998, unde a făcut parte din Departamentul de limba și literatura engleză și a primit în 2007 titlul de doctor honoris causa. Începând din 1998 a fost profesoară de literatură engleză și prima femeie profesor la New College, Oxford. Ea i-a succedat lui Sir Gareth Roberts și a devenit al șaselea președinte al Wolfson College, Oxford, în 2008, îndeplinind această funcție până la sfârșitul anului universitar 2016/2017. Este membru de onoare pe viață al Rothermere American Institute de la Universitatea din Oxford.

## Afilieri profesionale
Ea este membru al Academiei Britanice, membru al Societății Regale de Literatură, membru de onoare al Rothermere American Institute de la Universitatea din Oxford, membru de onoare al St Hilda și St. Cross College, Oxford și membru al Athenaeum Club.
Lee a fost numită Comandor al Ordinului Imperiului Britanic (CBE) în 2003, pentru servicii aduse literaturii și a fost numit Dame Comandor al Ordinului Imperiului Britanic (DBE) în 2013 pentru serviciile aduse învățământului literar.
În Statele Unite ale Americii, ea a fost profesor invitat la Universitatea Yale, la Consiliul pentru Științe Umaniste de la Princeton, la Universitatea Indiana din Bloomington și la Cullman Center for Scholars and Writers de la Biblioteca Publică din New York în 2004-2005. În anul 2003 a devenit membru de onoare din străinătate al Academiei Americane de Arte și Științe.

## Scrieri
Hermione Lee a scris mult despre femeile scriitori, literatura americană și ficțiunea modernă. Printre cărțile sale se numără The Novels of Virginia Woolf (1977); un studiu cu privire la romanciera anglo-irlandeză Elizabeth Bowen (1981, revizuit în 1999); o scurtă carte de critică literară, prima publicată în Marea Britanie, referitoare la Philip Roth (1982); o biografie critică a romancierei americane Willa Cather, Willa Cather: A Life Saved Up (1989, republicată într-o ediție revizuită de Virago în 2008); și o biografie majoră a Virginiei Woolf (1996), care a obținut Premiul Rose Mary Crawshay al Academiei Britanice și a fost desemnată de  New York Times Book Review ca una dintre cele mai bune cărți din 1997.
Lee a publicat, de asemenea, o colecție de eseuri privind biografia și autobiografia, Body Parts: Essays on Life-Writing (2005), și o biografie a lui Edith Wharton, publicată cu recenzii mixte în 2007 de către Chatto & Windus și Knopf. Lee a editat și prefațat numeroase ediții și antologii de Kipling, Trollope, Virginia Woolf, Stevie Smith, Elizabeth Bowen, Willa Cather, Eudora Welty și Penelope Fitzgerald. Ea a fost unul dintre coeditorii Oxford Poets Anthologies din 1999 până în 2002.
Hermione Lee este, de asemenea, bine cunoscută pentru recenziile sale literare, cel mai recent în The Guardian și The New York Review of Books și pentru munca ei în mass-media. 
Din 1982 până în 1986, ea a prezentat primul program de televiziune dedicat cărților la Channel Four, Book Four, și contribuie în mod regulat la Front Row  și la alte programe radiofonice culturale. Ea a fost președinte al juriului care a decernat Premiul Man Booker pentru ficțiune în anul 2006 și a făcut parte din juriile pentru decernarea multor altor premii literare. Ea a îndeplinit funcția de consultant literar la Arts Council și British Council.

## Viața personală
Ea este căsătorită cu profesorul John Barnard, profesor emerit la Universitatea din Leeds.

## Premii și distincții
- 2003 Comandor al Ordinului Imperiului Britanic (CBE)
- 2013 Dame Commander al Ordinului Imperiului Britanic (DBE)
- 2013 Premiul Memorial James Tait Black pentru Penelope Fitzgerald: A Life[15]
- 2015 Premiul Plutarh pentru Penelope Fitzgerald: A Life[16]